# BMW 5 Серії (F07) Gran Turismo
BMW 5 серії Gran Turismo (скорочено: BMW 5 GT, внутрішній код F07) — модель спортивного 4(5)-дверного автомобіля преміум-класу з формулою кузова ліфтбек. 

## Опис

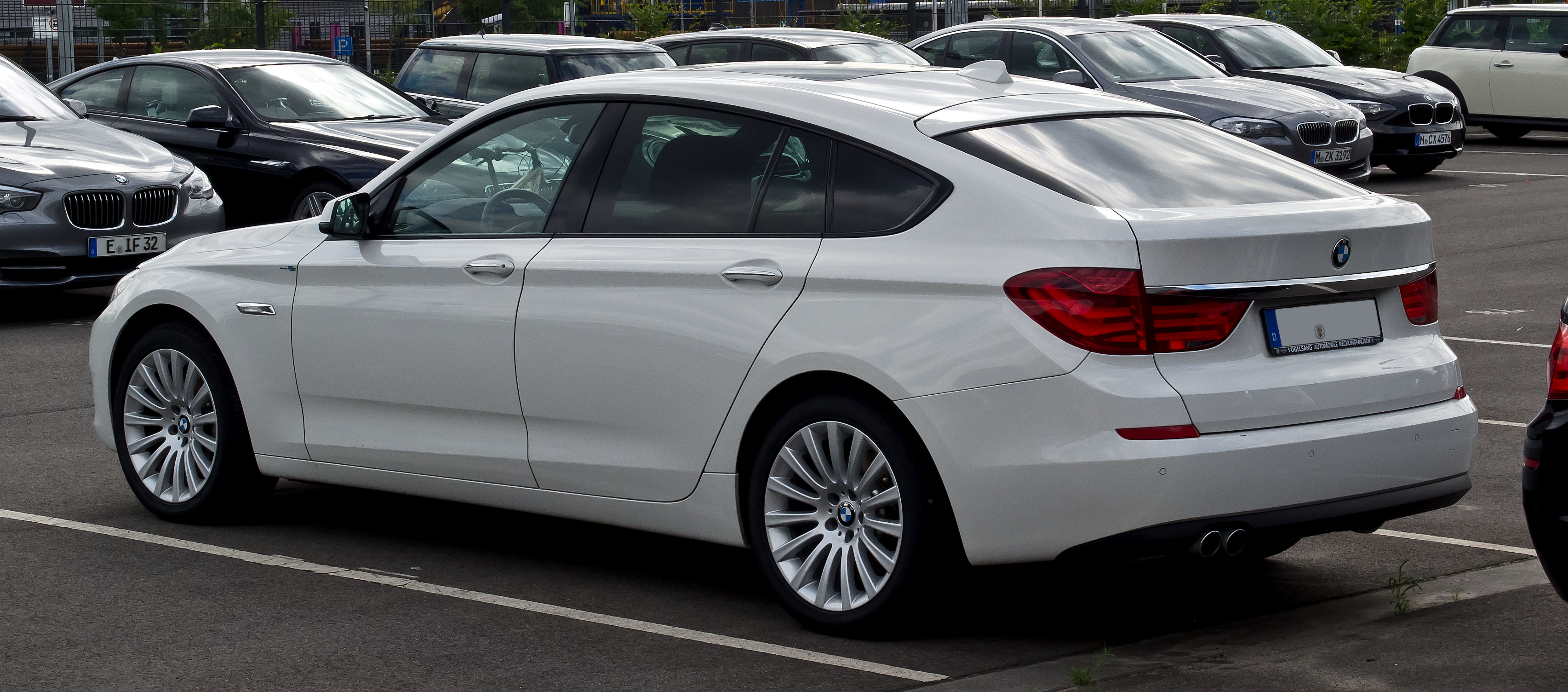
BMW 5 GT (2009-2013)

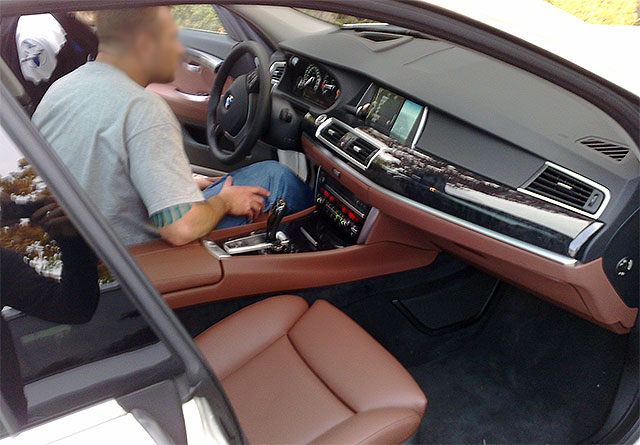
BMW 5 GT

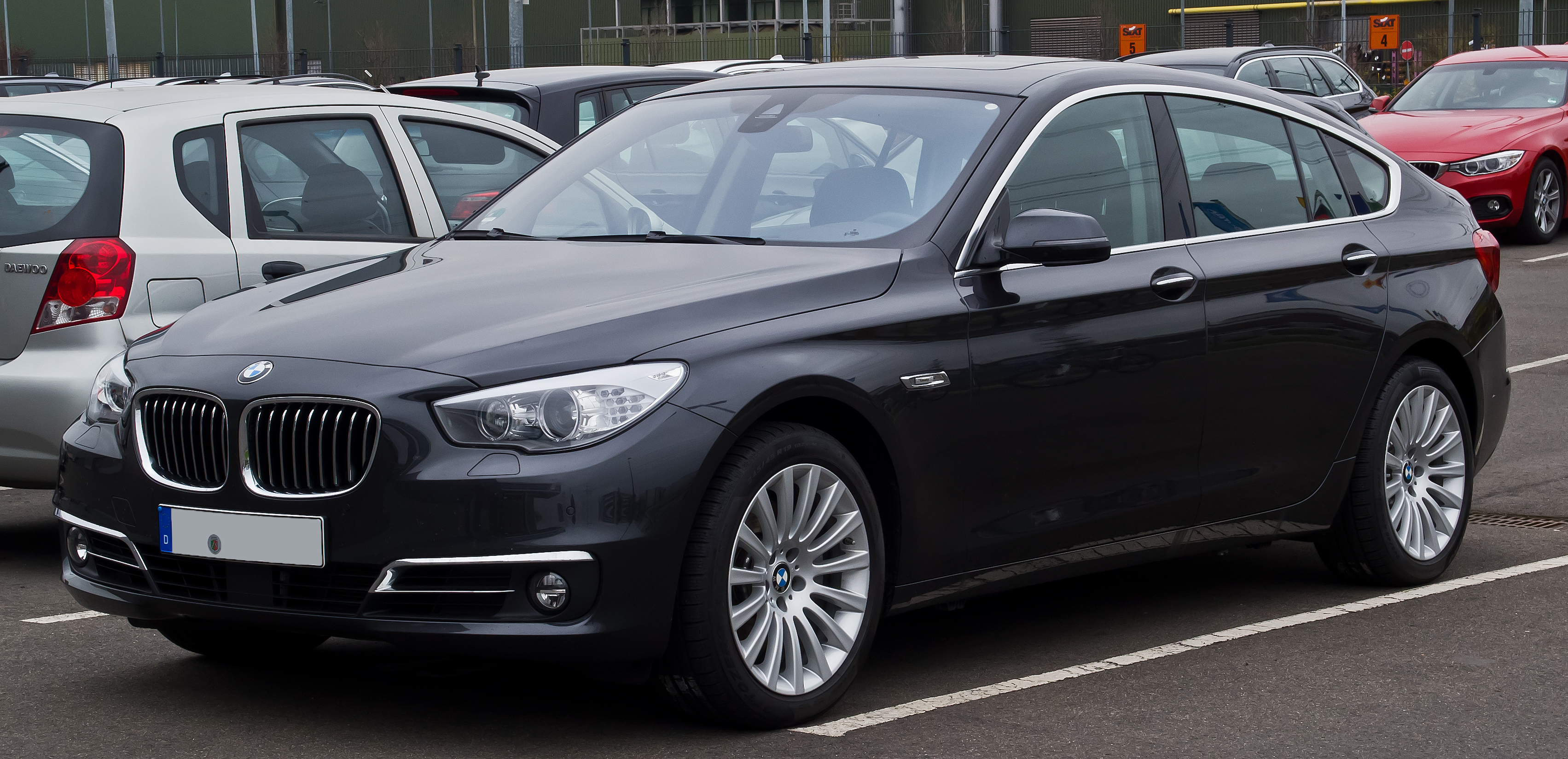
BMW 5 GT (2013-2017)

BMW F07 збудована на технічній базі моделей BMW 5-ї і 7-ї серій. Поєднує в собі динамічні якості спортивного седана та внутрішній простір салону та посадку водія і пасажирів SUV.
Прем'єра відбулася на Франкфуртському автосалоні-2009, на авторинок модель надійшла в кінці жовтня того ж року. Є поки що єдиною моделлю в цьому новому класі серед інших фірм-конкурентів. Близька до неї по класу та формулою кузову — теж п'ятидверний спортивний ліфтбек Audi A7 — має трохи інші розміри та пропорції.
По-перше, випускалась тільки заднєприводна версія, а з четвертого кварталу 2010 також і повнопривідна модифікація, що має назву BMW 5 GT xDrive. Розподіл ваги та крутного моменту по осях 40:60 (передня/задня).
Автомобіль BMW 5 Series Gran Turismo - це п’ятимісний хетчбек, доступний у двох комплектаціях з відповідними двигунами: 535i та 550i. Версія 535i постачається з 18-дюймовими дисками, пневматичною підвіскою з саморегуляцією, автоматичними адаптивними ксеноновими фарами, автоматичними склоочисниками, передніми та задніми сенсорами паркування, протитуманними та ходовими LED вогнями, бічними дзеркалами з автозатемненням та електроприводом, функцією дистанційного відкривання багажного відділення, панорамним люком, круїз-контролем, двозонним автоматичним клімат-контролем, автоматичним телескопічним кермом, передніми сидіннями з десятьма режимами автоналаштування та пам’яттю на декілька останніх позицій, складними у співвідношенні 40/20/40 задніми сидіннями та шкіряною обшивкою. Стандартним технологічним оснащенням є: система iDrive з 10.2-дюймовим екраном, контролером, кнопками швидкого доступу, навігацією, функцією сполучення телефону та аудіо пристроїв через Bluetooth, системою підтримки Remote Services від BMW, аудіосистемою на 12 динаміків з CD-програвачем, HD радіо, додатковим аудіовходом, USB-портом, функцією підтримання інтерфейсу плеєру та цифровим накопичувачем аудіофайлів на 20GB. Версія 550i отримала: систему приводу на всі колеса xDrive, камеру заднього виду, кнопкове запалення, функцію відкривання дверей без ключа, поліконтурні передні сидіння з 14 режимами налаштування, супутникове радіо та аудіосистему Harman/Kardon на 16 динаміків.Стандартним оснащенням безпеки є: антиблокувальні дискові гальма, контроль стабільності, протибуксувальна система, бічні подушки безпеки передніх сидінь, подушки завіси та активні підголівники. Гальма доповнені функціями супротиву втрати первинних властивостей, утримання на схилі та сушіння.

## Двигуни
| Модель | Об'єм    | Потужність         | Крутний момент |
| ------ | -------- | ------------------ | -------------- |
| 535i   | 2979 см3 | 306 к.с. (225 кВт) | 400 Нм         |
| 550i   | 4395 см3 | 450 к.с. (330 кВт) | 650 Нм         |
| 550i   | 4395 см3 | 408 к.с. (300 кВт) | 600 Нм         |
| 520d   | 1995 см3 | 184 к.с. (135 кВт) | 380 Нм         |
| 530d   | 2993 см3 | 245 к.с. (180 кВт) | 540 Нм         |
| 530d   | 2993 см3 | 258 к.с. (190 кВт) | 560 Нм         |
| 535d   | 2993 см3 | 300 к.с. (220 кВт) | 600 Нм         |
| 535d   | 2993 см3 | 313 к.с. (230 кВт) | 630 Нм         |

## Виноски
1. ↑  BMW 535i GT xDrive — Пробний заїзд по снігу [Архівовано 17 грудня 2013 у Wayback Machine.](нім.)
2. ↑  Як ми тестували BMW 5 Series GT 2016. automoto.ua. Архів оригіналу за 30 листопада 2016. Процитовано 29 листопада 2016.